# Connaissance de soi
La connaissance de soi est le savoir qu'une personne acquiert sur elle-même, en termes psychologiques ou spirituels, au cours de sa vie à l'occasion de ses expériences.

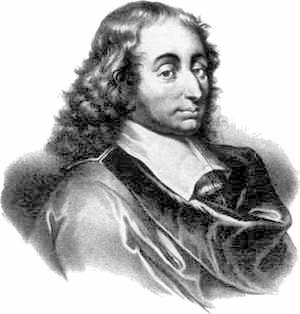
Blaise Pascal.

La connaissance de soi-même est un ordre particulier de connaissance dans la mesure où, à son foyer même, le sujet connaissant et l'objet à connaître sont confondus, il est « juge et partie ». Cette difficulté centrale rend impérative une recherche exigeante de l'objectivité si cette connaissance doit être de quelque conséquence.
La connaissance de soi sollicite la rectitude de la pensée, l'esprit critique et une certaine considération pour le « regard » extérieur des autres. Par sa nature subjective, elle sollicite pour se consolider les exigences métacognitives et en retour, le gain de lucidité sur les caractéristiques personnelles rend possible un savoir plus consistant.

## Une utilité variable
À en croire de grands auteurs, la connaissance de soi a des avantages variables et peut même être repoussée comme nuisible à celui qui s'y engage.
Pascal en fait une priorité : « Il faut se connaître soi-même ; quand cela ne servirait pas à trouver le vrai, cela sert au moins à régler sa vie : il n'y a rien de plus juste. »
Marguerite Yourcenar en parle comme d'une expérience essentielle : « Le véritable lieu de naissance est celui où l'on a porté pour la première fois un coup d'œil intelligent  sur soi-même : mes premières patries ont été les livres. »
On peut cependant penser le contraire, tel Anatole France confiant : « Je tiens la connaissance de soi comme une source de soucis, d'inquiétudes et de tourments. Je me suis fréquenté le moins possible. »

## Différentes exigences

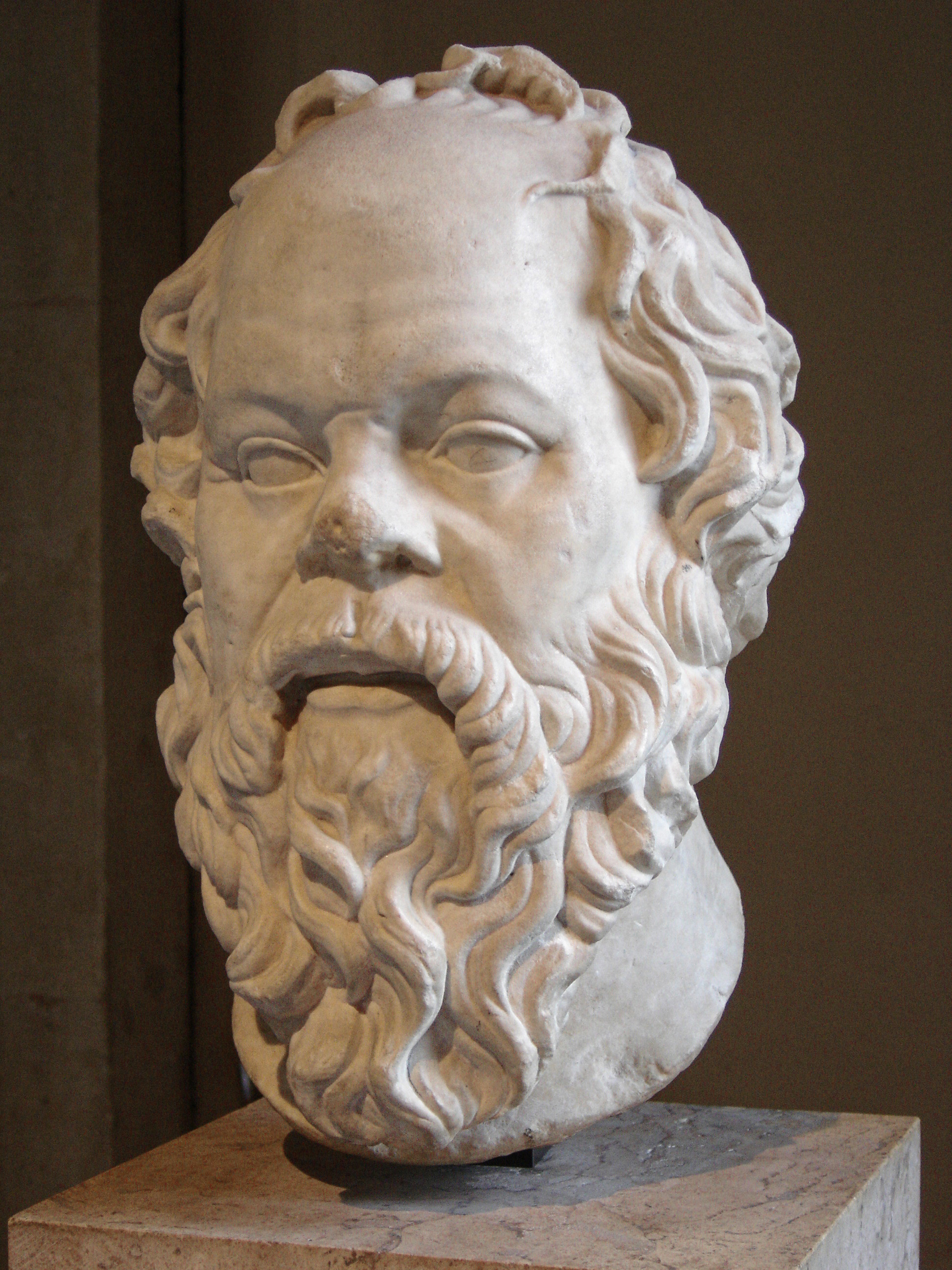
« Connais-toi toi-même ! » Socrate.

En relation avec la relative diversité des personnes et de leur philosophie, la connaissance de soi peut répondre à des exigences diverses, mobilisant un individu plutôt qu'un autre, à tel moment de la vie ou à tel autre :
- "nécessité intérieure" ; goût de l'introspection ; curiosité pour le "mystère personnel" : « Au lieu d'aller dehors, rentre en toi-même : c'est au cœur de l'homme qu'habite la vérité. » Saint Augustin
- exigence de lucidité ; retour de l'esprit critique sur lui-même : « Connais-toi toi-même ! » Socrate d'après Charmide de Platon[2] et une inscription sur le fronton du Temple de Delphes en Grèce.
- culture du libre-arbitre : « Nous nous croyons libres que parce que nous ignorons les causes qui nous font agir ». Spinoza.
- "agir en accord avec soi" ; effort de congruence ou de réelle motivation ; renforcement de l'estime de soi
- l'individuation ; découverte de sa vocation, son potentiel, son "horizon des possibles" : « Deviens ce que tu es ! ». Pindare
- maîtrise de soi-même ; s'améliorer ; améliorer ses relations : « Le pire état de l'homme, c'est quand il perd la connaissance et gouvernement de soi. »[3] Montaigne
- des choix pertinents ; maîtriser son destin ; anticiper :« Ce qu'on ne veut pas savoir de soi-même finit par arriver de l'extérieur comme un destin. » Carl Gustav Jung
- le sens de sa vie : « Ce qui est le plus vrai d'un individu et le plus lui-même, c'est son possible que son histoire ne dégage qu'imparfaitement. » Paul Valéry ou encore « Le hasard, c'est toi-même qui t'arrive à toi-même. »

## Quel est le soi à connaître?
La question de la connaissance de soi renvoie avant tout à l'interrogation sur ce qu'il faut considérer comme le "soi".
Cette connaissance peut donc avoir tout ou partie des formulations suivantes :
- Que suis-je en tant qu'humain ?… dans le cosmos ou dans la biosphère ?
- Que suis-je en tant qu'être humain inscrit dans une histoire ?… en tant qu'homme ou femme... : en tant que membre de telle culture à telle époque ?… en tant qu'enfant de tel couple ? etc.
- Qu'en est-il de mon caractère ? ma personnalité ?
- Que suis-je comme être singulier (quelle est mon ipséité ?) ?
- Que suis-je de plus que la résultante de mes déterminations et de mes conditionnements ? Suis-je un être libre ?
- Suis-je conscient ou puis-je devenir conscient de tout ce qui me détermine ?

Une grande partie de la difficulté de cette quête provient de l'intrication de ces questions : comment se situer personnellement sans un début de réponse d'ordre cosmologique ? Comment cerner la place de l'humain sans avoir arpenté son propre univers intérieur ? C'est là la question.
Ensuite, la question renvoie à celle de la connaissance elle-même : "je vois que je me désaltère parce qu'une sensation appelée soif m'y a poussé... ou que je suis violent parce que l'amour maternel a manqué...". Est-ce tout ce qu'il y a à connaître à ce propos ? 
Quand donc faut-il arrêter les investigations ? Comment intégrer les données fournies par autrui ? Quel degré d'incertitude accepter ? Quelle place effective tient cette connaissance : une information anonyme ou une véritable compréhension ?

## Histoire du concept
"Gnothi seauton" en grec ou "Nosce te ipsum" en latin Connais-toi toi-même, formule inscrite sur le fronton du temple de Delphes, dont Socrate a fait sa devise, initiant par là même une tradition millénaire qui ne sera contestée sérieusement que 2500 ans plus tard par Nietzsche, qui transformera la formule : "Chacun est à soi même le plus proche" en "chacun est à soi-même le plus lointain". Presque tous les philosophes occidentaux se sont prononcés sur l'interprétation juste de ces mots. Descartes fera de la formule du fronton du temple de Delphes le fondement de sa métaphysique, le cogito : je pense, je sais que je pense, c'est une certitude.